# 謙光
宗室謙光（穆麟德轉寫：kiyan guwang，1838年7月29日—1899年3月8日，道光十八年六月初九日巳時—光緒二十五年正月二十七日未時），正紅旗滿洲人，遠支宗室正紅旗第一族毓字輩，都統春佑第七子，清朝官員、將領。封爵二等輔國將軍，官至副都統。

## 生平
咸豐四年（1854年）十月，由廕生授侍衛處二等侍衛。
八年（1858年）二月，考封三等輔國將軍。
同治十年（1871年），兼授公中佐領。
十一年（1872年）三月初五日，派充崇文門右翼監督。九月二十日，因皇帝大婚禮成，一體獎勵內廷行走及執事諸臣，受賞升一等侍衛。十二月，挑補乾清門侍衛。
光緒四年（1878年），迎娶嫡妻那木都魯氏。之後選充御前侍衛。
十年（1884年）五月十五日，升授鑲白旗蒙古副都統。七月初十日，署理右翼前鋒統領。
十一年（1885年）正月初八日，調授鑲藍旗護軍統領。
十三年（1887年）閏四月，因召見時遲到，自請交部議處。
十四年（1888年）十一月十五日，調鑲黃旗護軍統領。十二月二十四日，兼授鑾儀衛鑾儀使。
十五年（1889年）九月，因請安摺內「跪請」二字在第一行連寫，遭交部議處。
十八年（1892年），奉派考试应封宗室。
二十年（1894年）正月，因慈禧太后六十歲慶辰，恩赏御前、乾清門侍衛，獲賞爵職俸一年。十月初二日，調任密雲副都統，初四日，太后特降懿旨晉封二等輔國將軍。
二十二年（1896年）二月，遭到御史齊蘭參劾貪瀆營私，「嗜好甚深、縱任家丁等朋謀斂財、操防廢弛，並有納賄賣缺、扣銀釀命情事」，上諭由直隸總督王文韶派員嚴密查辦。三月，王文韶查明謙光被參各項都沒有實據，但挑補馬甲時未驗看騎射確有錯誤。五月，以挑補馬甲時未驗看騎射，遭到議處罰俸九個月。十月，謙光奏參密雲縣知縣殷謙發放兵糧有摻雜、潮濕問題，請交部議處。十一月，遭御史孫賦謙奏參貪劣，經兵部尚書榮禄、工部尚書許應騤調查覆奏，雖查無收賄證據，但未防範家丁舞弊，請將謙光交部議處；十一月十一日，隨後謙光遭到議處降三級調用，不准抵銷；二十七日，賞給三等侍衛，仍充乾清門侍衛。
二十三年（1897年）十二月，因三河縣防守尉崇麟被查出其子恩平曾經向人借用銀兩送給謙光家丁，謙光以未能察覺家丁收受銀兩，遭到議處。
二十五年（1899年）正月二十七日，卒，年六十二歲。

## 家庭及關聯
- 十一世祖父：清太祖（1559年—1629年）。
- 十一世祖母：清太祖元妃佟佳氏（1560年—1592年）。
- 十世祖父：禮烈親王代善（1583年—1648年），清太祖皇次子，功封禮親王，諡烈。
- 十世祖母：葉赫那拉氏，葉赫西城貝勒布寨之女，代善繼福晉。
- 九世祖父：穎毅親王薩哈璘（1604年—1636年），功封貝勒，管理禮部，追封穎親王，諡毅。
- 九世祖母：烏拉那拉氏，烏拉貝勒布占泰之女，薩哈璘嫡福晉。
- 八世祖父：順承恭惠郡王勒克德渾（1629年—1652年），薩哈璘次子，功封順承郡王，管理刑部，諡恭惠。
- 八世祖母：噶爾扎氏，公爵祜里泰之女，勒克德渾側福晉。
- 七世祖父：順承忠郡王諾羅布（1650年—1717年），勒克德渾三子，襲封順承郡王，官至杭州將軍，諡忠。
- 七世祖母：石氏，石達之女，諾羅布側福晉。
- 六世祖父：郡王品級錫保（1688年—1742年），諾羅布四子，封順承親王，官至正黃旗蒙古都統、左宗人、靖邊大將軍，因事革爵。
- 六世祖母：舒舒覺羅氏，三等侯偏圖之女，錫保嫡福晉。
- 五世祖父：順承恪郡王熙良（1705年—1744年），錫保長子，襲封順承郡王，官散秩大臣覺羅學總管，諡恪。
- 五世祖母：納喇氏，侍讀學士色爾登之女，熙良嫡福晉。
- 高祖父：順承恭郡王泰斐英阿（1728年—1756年），熙良長子，襲封順承郡王，官至正黃旗漢軍都統、左宗正，諡恭。
- 高祖母：沙濟富察氏，一等公散秩大臣傅文之女，泰斐英阿嫡福晉。
- 曾祖父：順承慎郡王恒昌（1753年—1778年），泰斐英阿四子，襲封順承郡王，諡慎。
- 曾祖母：馬佳氏，護軍校馬三泰之女，恒昌庶福晉。
- 祖父：順承簡郡王倫柱（1772年—1823年），襲封順承郡王，官宗室總族長、十五善射，諡簡。
- 祖母：馬佳氏，同知穆騰額之女，倫柱側福晉。

### 父母
- 父：春佑（1801年—1876年）
- 嫡母：他塔拉氏，三等侍衛明壽之女，春佑嫡妻。
- 生母：鈕祜祿氏（？年—1884年）[25]，寧夏將軍格布舍之女，春佑繼妻。

### 兄弟
謙光排行第七，有六兄。
- 謙士（1826年—1864年），嫡母他塔拉氏所生，封三等輔國將軍，官至二等侍衛，陣亡入祀昭忠祠。娶托克托莫特氏，明謙之女；繼娶巴岳特氏，祿成之女。
- 謙順（1827年—1828年），嫡母他塔拉氏所生，早卒，無嗣。
- 未有名（1829年），嫡母他塔拉氏所生，早卒，無嗣。
- 謙恭（1830年—1832年），嫡母他塔拉氏所生，早卒，無嗣。
- 謙和（1833年—1838年），庶母王氏所生，早卒，無嗣。
- 謙德（1834年—1896年），母鈕祜祿氏所生，封三等輔國將軍，官至山海關副都統。娶瓜爾佳氏，郎中林耀之女。

### 妻室
- 嫡妻：那木都魯氏，二等男錦州副都統侍順之女。

### 子嗣
謙光育有三子。
- 長子：興瑞（1881年—？年），嫡那木都魯氏所生，襲封三等奉國將軍，民政部差委。娶訥羅氏，世斌之女。
- 次子：麟瑞（1884年—？年），嫡那木都魯氏所生，廕生，候補筆帖式。娶博爾濟吉特氏，黑龍江將軍恭鏜之女。
- 三子：麒瑞（1886年—？年），嫡那木都魯氏所生，考封三等奉國將軍，工部候補主事。娶博爾濟吉特氏，黑龍江將軍恭鏜之女。